# Raión de Bóbrinets
Raión de Bóbrinets (en ucraniano: Бобринецький район) es un antiguo raión o distrito de Ucrania en el óblast de Kirovogrado. La capital fue la ciudad de Bóbrinets.
Comprende una superficie de 1496 km².

## Demografía
Según estimación 2010 contaba con una población total de 31531 habitantes.

## Otros datos
El código KOATUU es 3520800000. El código postal 27200 y el prefijo telefónico +380 5257.